# Мургун
Мургу́н — улус в Курумканском районе Бурятии. Входит в сельское поселение «Курумкан». 

## География
Расположен на правом берегу протоки Мургун реки Баргузин, в 10 км к югу от центра сельского поселения — села Курумкан.

## Население
| 2002 | 2010 |
| ---- | ---- |
| 39   | ↘23  |